# Állampolgársági feltétel az Amerikai Egyesült Államok alkotmányában
Az Amerikai Egyesült Államok alkotmányában szereplő állampolgársági feltétel az elnöki tisztség betöltésének egyik alkotmányos kritériuma. Az állampolgársági feltétel az alkotmány II. cikkének 1. paragrafusában szerepel, és így szól:

„Elnökké csak olyan személy választható, aki az Egyesült Államok állampolgáraként született, vagy a jelen alkotmány elfogadása idején az Egyesült Államok állampolgára”

Az eredeti angol szövegben az „Egyesült Államok állampolgáraként született” fordulatot a „natural born Citizen [...] of the United States” szavak fejezik ki, és ezek  értelmezése vitára ad okot.

## Keletkezéstörténet
A függetlenségét frissen kivívott Egyesült Államok alkotmányozó politikusai aggódtak, hogy ha az elnöki tisztséget olyan személy töltené be, aki nem született amerikai állampolgár, akkor kétség merülhetne fel a fegyveres erők főparancsnokának lojalitásával kapcsolatban. A gondolat, hogy az elnöki tisztség betöltéséhez a szokásosnál szigorúbb állampolgársági feltételt kell szabni, először John Jaynek, a Legfelsőbb Bíróság későbbi főbírájának George Washingtonhoz intézet levelében került elő. Jay így fogalmazott: „Hadd javasoljam, hogy [...] az amerikai fegyveres erők főparancsnoka csak  született állampolgár [lehessen]”. Jay javaslatát az alkotmányozó nemzetgyűlés egy 11 tagú bizottsága a fenti szöveggel öntötte szavakba, és ezt a megfogalmazást aztán elfogadta a teljes alkotmányozó nemzetgyűlés, és ratifikálták az államok is.

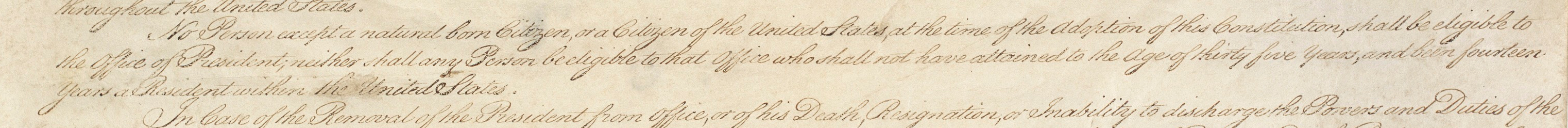
Az alkotmány eredeti kéziratos szövegének az állampolgársági feltételt tartalmazó részlete

Az alkotmány elfogadásakor persze az ország vezető politikusai közül senki sem volt született amerikai állampolgár, hiszen valamennyien az Egyesült Államok megalakulása előtt születtek, ezért szükséges volt kivételt tenni a korlátozás alól azok számára, akik ugyan nem az Egyesült Államok polgáraként születtek, de az alkotmány elfogadásakor az ország állampolgárai voltak. (Az 1790-ben született John Tyler volt az első elnök, aki az alkotmány 1789-es elfogadása után született.)

## A „natural born” kifejezés jelentése
Az alkotmányban szereplő „natural born” kifejezés magyarul nagyjából azt jelenti, hogy „született”. A fordulat a Brit Birodalom törvényeiből ered. Az 1730-as British Nationality Act (brit állampolgársági törvény) például kimondja, hogy azok a gyermekek, akik a Brit Birodalom területén kívül születtek, de apjuk brit alattvaló, maguk is „natural born” brit alattvalók.
Az alkotmány életbe lépését követő évben, 1790-ben az amerikai kongresszus állampolgársági törvényt alkotott, és ez kimondta: az Egyesült Államok állampolgárainak külföldön világra jött gyermekei született („natural born”) állampolgárok, amennyiben az apa egy ponton az Egyesült Államokban lakott.